# A Paradise Inhabited By Devils
A Paradise Inhabited By Devils – studyjny album będący efektem współpracy dwóch artystów – wokalistki Kelli Ali i pianisty Christophe'a Terrettaz'a, występującego pod ksywką Ozymandias. Inspiracją dla albumu były dzieła Mary Shelley, autorki powieści gotyckich (m.in. powieści Frankenstein) Materiał został napisany i nagrany w latach 2009-2010 i opublikowany w serwisie Bandcamp.
Teksty na A Paradise Inhabited By Devils są dziełem Kelli Ali. Muzyka została napisana i zagrana przez Christophe'a Terrettaz'a, który był również odpowiedzialny za okładkę płyty. Masteringiem zajął się Yves Alexandre.

## Lista utworów
1. Dark Mirror – 2:50
2. Le Voyage De Vernon – 3:41
3. Mercy And Sorrow – 3:57
4. Constantine And Euphrasia – 3:22
5. Despina – 3:19
6. Despina's Prayer To The Stars – 3:40
7. Transformation – 2:42
8. The Death Of Despina – 2:30
9. Maurice – 3:39
10. Only The Sun – 5:21
11. Elisabeth And Victor – 3:14